# Profit
Profit  è una serie televisiva statunitense del 1996 composta da una sola stagione.

## Trama
È una serie drammatica incentrata sulle vicende di James Stakowski, detto Jim Profit, un dipendente neo-promosso della Acquisitions at Gracen & Gracen (G&G), una multinazionale molto poco etica con alcune delle sue pratiche commerciali. Profit non è al di sopra dei ricatti, della corruzione imperante, delle estorsioni o addirittura dell'omicidio quando si tratta di portare avanti l'azienda e fare profitto.

## Personaggi e interpreti
- Jim Profit (8 episodi, 1996-1997), interpretato da Adrian Pasdar.
- Gail Koner (8 episodi, 1996-1997), interpretato da Lisa Darr.
- Bobbi Stakowski (8 episodi, 1996-1997), interpretato da Lisa Blount.
- Pete Gracen (8 episodi, 1996-1997), interpretato da Jack Gwaltney.
- Nora Gracen (8 episodi, 1996-1997), interpretata da Allison Hossack.
- Charles Henry "Chaz" Gracen (8 episodi, 1996-1997), interpretato da Keith Szarabajka.
- Joanne Meltzer (8 episodi, 1996-1997), interpretata da Lisa Zane.
- Jeffrey Sykes (7 episodi, 1996-1997), interpretato da Sherman Augustus.
- Connie Gracen (3 episodi, 1997), interpretata da Teryl Rothery.
- Jack Walters (2 episodi, 1996), interpretato da Scott Paulin.
- Elizabeth Gracen Walters (2 episodi, 1996), interpretata da Jennifer Hetrick.
- Seth (2 episodi, 1996-1997), interpretato da Steve Bacic.
- Leo Hershey (2 episodi, 1996-1997), interpretato da Shawn Macdonald.

## Produzione
La serie fu prodotta da New World Television e Stephen J. Cannell Productions e girata a Vancouver in Canada. Le musiche furono composte da Walter Murphy e Mike Post.

### Registi
Tra i registi sono accreditati:
- Robert Iscove in 4 episodi (1996-1997)

### Sceneggiatori
Tra gli sceneggiatori sono accreditati:
- David Greenwalt in 4 episodi (1996-1997)
- John McNamara in 3 episodi (1996-1997)

## Distribuzione
La serie fu trasmessa negli Stati Uniti dall'8 aprile 1996 al 29 aprile 1996  sulla rete televisiva Fox per gli episodi dall'1 al 4. In quell'anno, la serie venne chiusa a causa dei bassi ascolti, e gli episodi dal 5 all'8 andarono in onda su Trio nel 2002. In Italia è stata trasmessa dal 15 gennaio 2004 su Jimmy con il titolo Profit.
Alcune delle uscite internazionali sono state:
- negli Stati Uniti l'8 aprile 1996 (Profit)
- in Svezia l'11 gennaio 1997
- in Germania il 25 febbraio 1997 (Jim Profit - Ein Mann geht über Leichen)
- in Francia il 23 giugno 1997 (Profit)
- nel Regno Unito il 9 novembre 1997
- nei Paesi Bassi il 2 luglio 1998
- in Portogallo il 30 dicembre 1998
- in Italia (Profit)

## Episodi
| Stagione       | Episodi | Prima TV USA | Prima TV Italia |
| -------------- | ------- | ------------ | --------------- |
| Prima stagione | 8       | 1996         |                 |